# Wesmaldra wiluna
Wesmaldra wiluna là một loài nhện trong họ Gnaphosidae.
Loài này thuộc chi Wesmaldra. Wesmaldra wiluna được Norman I. Platnick & Barbara Baehr miêu tả năm 2006.